# Siphanta luteolineata
Siphanta luteolineata är en insektsart som beskrevs av Fletcher 1985. Siphanta luteolineata ingår i släktet Siphanta och familjen Flatidae. Inga underarter finns listade i Catalogue of Life.